# Forst-Kasten-Allee
Die Forst-Kasten-Allee ist eine Innerortsstraße in München. Sie bildet die Zufahrtsstraße zu Schloss Fürstenried und führt von dort zu der Nachbargemeinde Neuried. Der östliche Abschnitt der Straße ist als Baudenkmal in die Bayerische Denkmalliste eingetragen. Er gehört ferner zu dem denkmalgeschützten Ensemble Schloss Fürstenried mit Umgebung.

## Geschichte

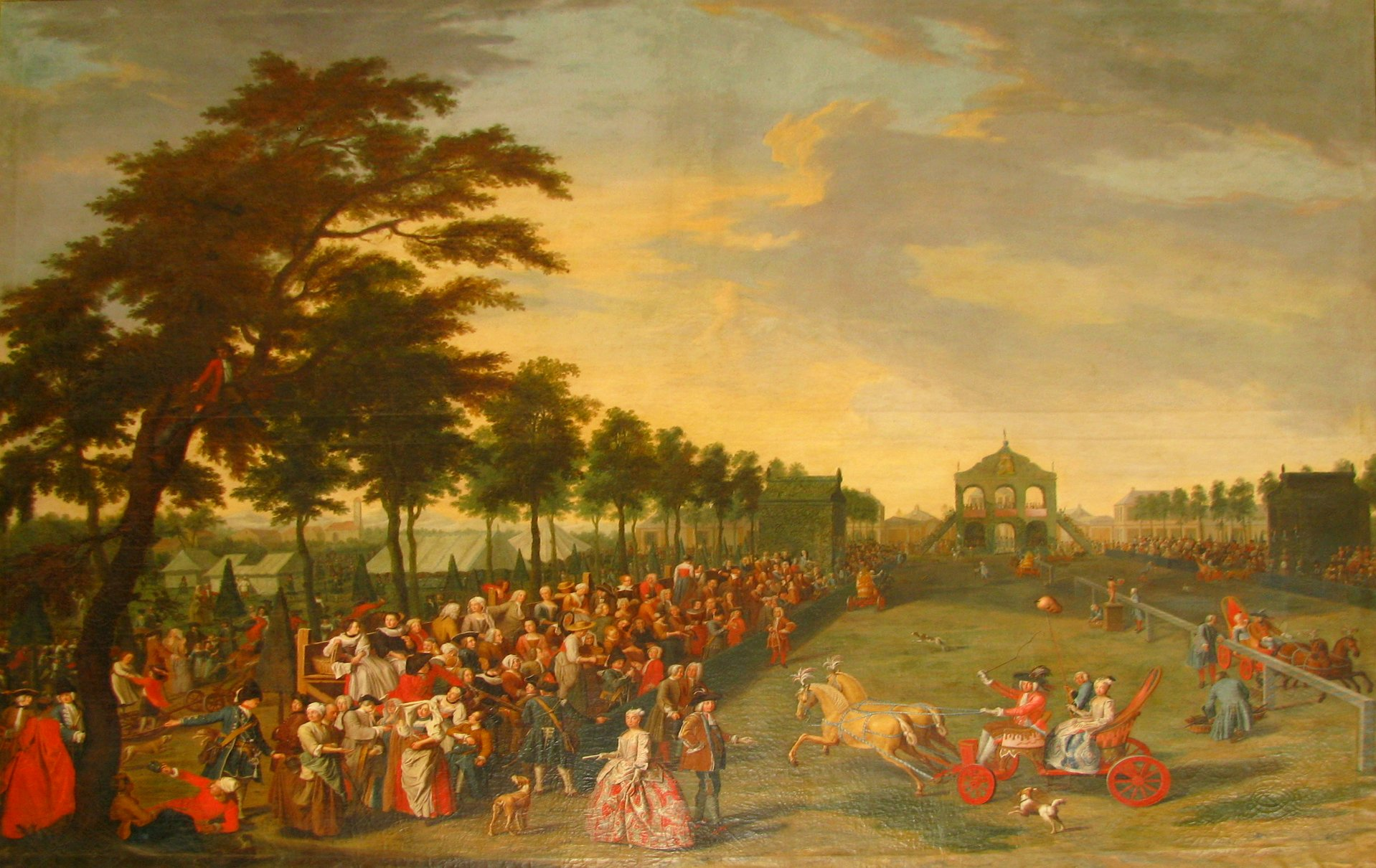
Von zwei Baumalleen gesäumtes Tapis vert vor Schloß Fürstenried, Gemälde von Peter Jakob Horemans.

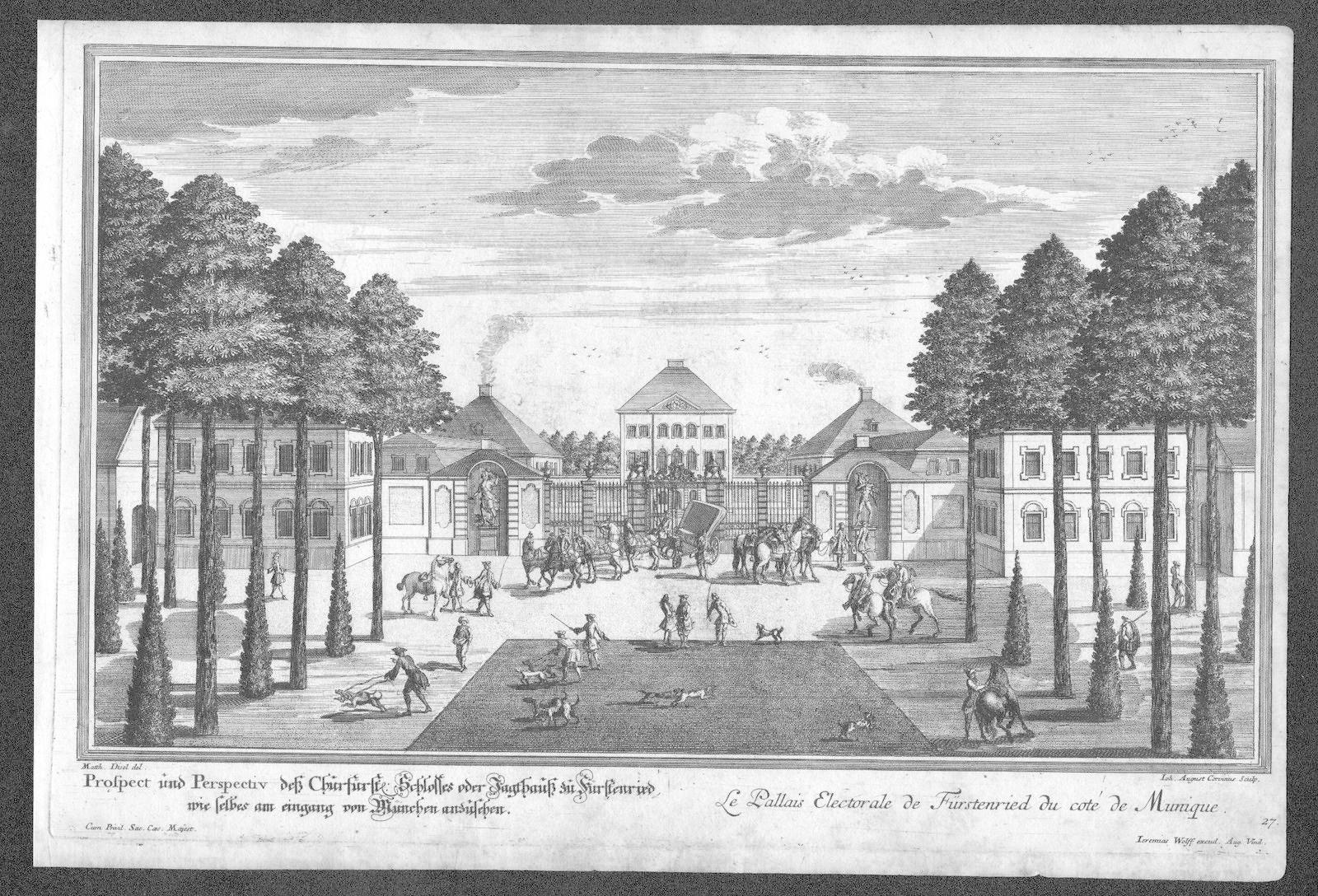
Ende des Tapis vert und der Baumalleen am Vorplatz des Schlosses, Kupferstich nach Matthias Diesel, 1717

Die Allee geht auf ein Straßennetz zurück, das Kurfürst Max Emanuel, der Erbauer von Schloss Fürstenried, anlegen ließ, um seine Schlösser in und um München miteinander zu verbinden. Eine dieser Straßen führte von Untersendling aus nach Schloss Fürstenried. Ungefähr ab Mittersendling war sie als schnurgerade Allee angelegt, die in der Mittelachse von Schloss Fürstenried verlief und als point de vue vom Schloss aus die Türme der Frauenkirche hatte. Auf beiden Seiten war sie durch eine Reihe von Lindenbäumen flankiert. Diese Art der kilometerlangen gereihten Baumpflanzung war in Altbayern damals weitgehend unbekannt.
Von Schloss Nymphenburg aus führte eine weitere Allee (heute Fürstenrieder Straße) nach Süden, bis sie auf diese Lindenallee stieß. Ungefähr an dieser Stelle zweigte die Verbindungsstraße zwischen München und Starnberg (heute Forstenrieder Allee) nach Süden in Richtung Forstenried von der Lindenallee ab. Etwa 250 Meter weiter teilte sich die Lindenallee in zwei parallele Auffahrtsalleen, zwischen denen in der Sichtachse des Schlosses ein etwa einen Kilometer langes und etwa 35 Meter breites Tapis vert lag.
Dieses Tapis vert wurde im 20. Jahrhundert zerstört, um in ihm für die von München nach Garmisch-Partenkirchen führende Olympiastraße eine Ortsumgehung um den Ortskern von Forstenried herum zu schaffen. 1941 begannen die Erdarbeiten, wurden aber bald darauf kriegsbedingt wieder eingestellt. Erst 1950 bis 1952 wurde die Umgehungsstraße errichtet. Die Fahrbahnen der Olympiastraße und der über die Trasse der ehemaligen nördlichen Auffahrtsallee verlaufenden Zufahrtsstraße zum Schloss waren durch Grünstreifen voneinander getrennt. 1964 bis 1967 wurde die Umgehungsstraße zur Bundesautobahn ausgebaut.
Ihre heutige Form bekam die Forst-Kasten-Allee in den frühen 1960er Jahren im Zusammenhang mit dem Bau der Siedlung Fürstenried West und dem Ausbau der Olympiastraße zur Autobahn. In ihrem östlichen Abschnitt entstand sie aus der ehemaligen nördlichen Auffahrtsallee zu Schloss Fürstenried, in ihrem westlichen Abschnitt geht sie auf einen Feldweg zurück, der Schloss Fürstenried mit Neuried verband. Die ehemalige südliche Auffahrtsallee wurde, soweit sie nicht der Umgehungsstraße zum Opfer fiel, zu einem Fahrradweg.
Die Forst-Kasten-Allee war eine der wenigen Kreisstraßen in München. Sie trug die Bezeichnung Ms 4 und ging an der Stadtgrenze in die Kreisstraße M 4 des Landkreises München über. Als die M 4 auf die Ortsumgehung von Neuried verlegt und die als Fortsetzung der Forst-Kasten-Allee dienende Münchner Straße in Neuried zu einer Ortsstraße herabgestuft wurde, wurde auch die Forst-Kasten-Allee im Jahr 2010 zu einer Ortsstraße herabgestuft.

## Verlauf

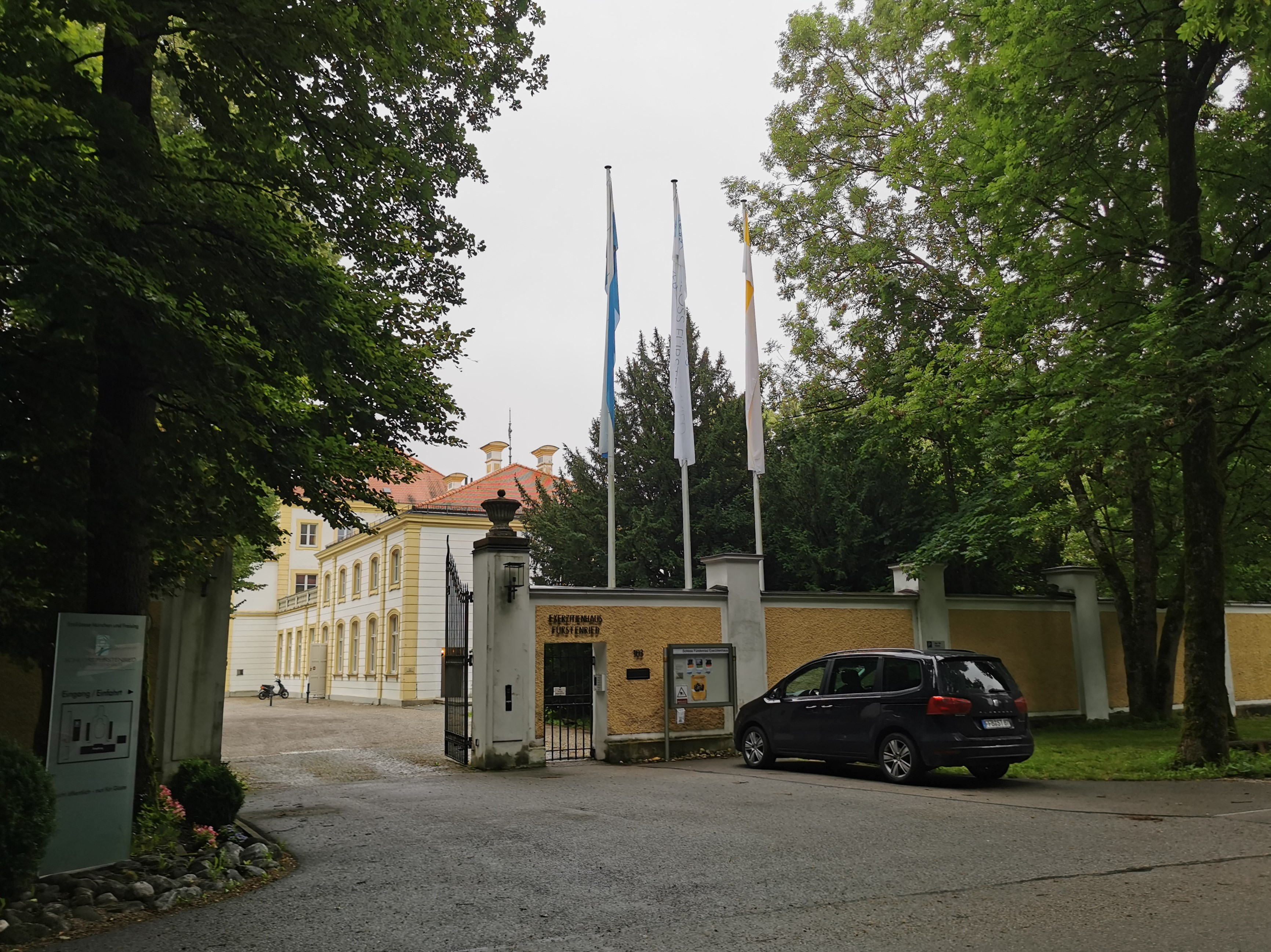
Eingang zu Schloss Fürstenried an der Forst-Kasten-Allee

Die Forst-Kasten-Allee liegt im Münchner Stadtbezirk 19 Thalkirchen-Obersendling-Forstenried-Fürstenried-Solln am Nordrand des Stadtteils Fürstenried. Sie ist etwa zwei Kilometer lang und beginnt an der Anschlussstelle Kreuzhof der Bundesautobahn 95, (Lage) wo sie von der Auffahrt von der Fürstenrieder Straße stadtauswärts auf die Autobahn nach rechts abzweigt. Sie verläuft zunächst nördlich der in der Mittelachse des Schlosses liegenden Autobahn parallel zu ihr nach Südwesten auf Schloss Fürstenried zu. Dabei zielt sie auf den Seitenpavillon nördlich der ehemaligen Toreinfahrt zum Schloss.
Kurz vor dem Schloss weicht sie leicht aus, passiert das Schloss an der Nordseite, wo der heutige Eingang (Lage) zu dem Schlossgelände liegt, und knickt dort nach Westen ab.  Sie läuft zunächst durch das Gelände der ehemaligen Schlossschwaige und vorbei an dem Gelände des TSV Forstenried. Nach der Kreuzung mit der Graubündener Straße führt sie am Nordrand der Siedlung Fürstenried West entlang bis zur Stadtgrenze (Lage). In der Nachbargemeinde Neuried wird sie durch die Münchner Straße fortgeführt. Zwischen Kreuzhof und der Graubündener Straße liegt nördlich der Forst-Kasten-Allee der Waldfriedhof.

## Beschreibung

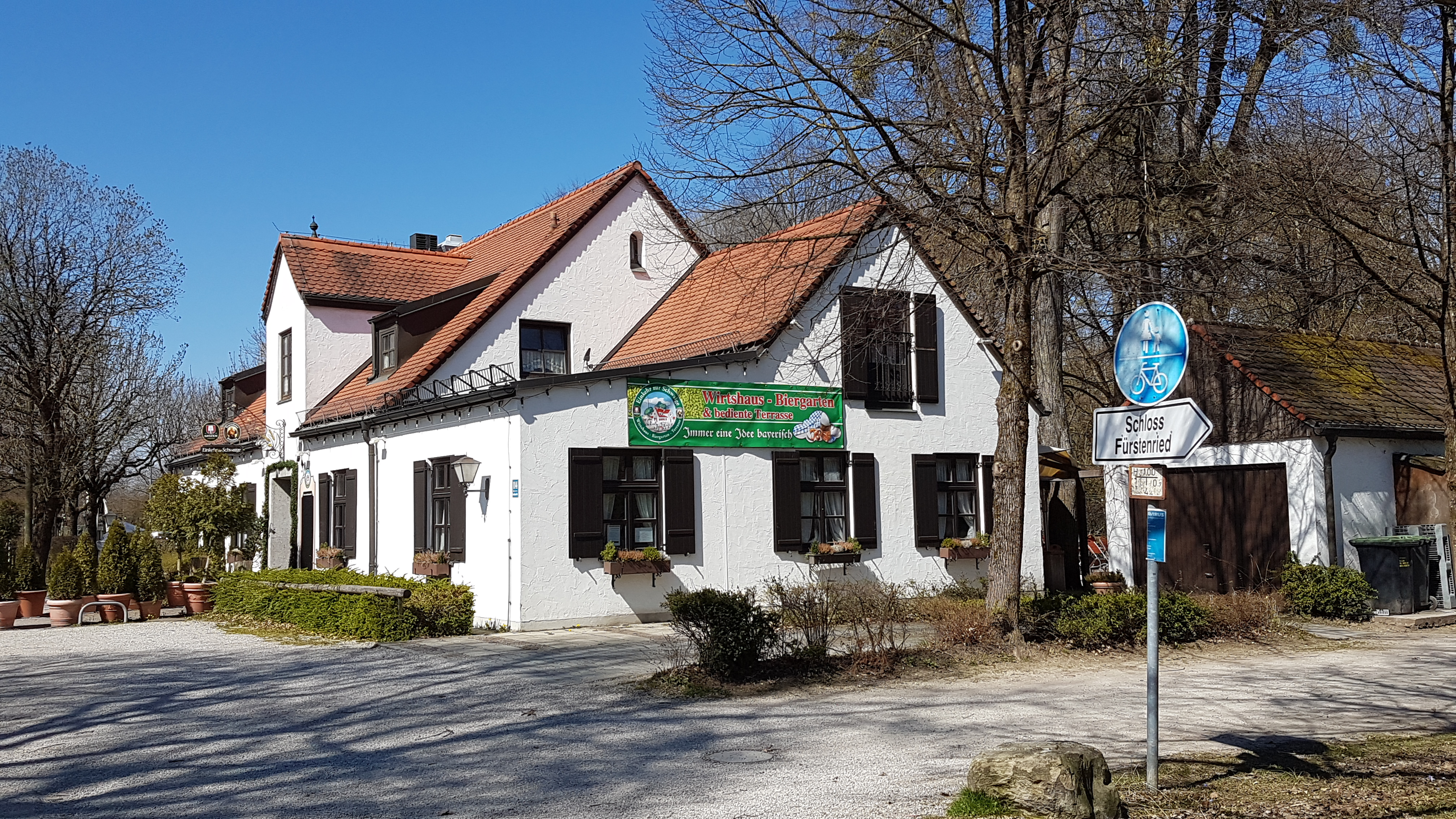
Einkehr zur Schwaige an der Forst-Kasten-Allee

Der ersten Abschnitt der Forst-Kasten-Allee ist weiterhin eine unbebaute, von zwei Baumreihen gesäumte Allee. In der geraden Verlängerung dieses ersten Abschnitts zeigen zwei Baumreihen in der Grünanlage vor den Schlossmauern an, wo die Straße ursprünglich auf den Vorplatz des Schlosses traf. Auch im weiteren Verlauf stehen beidseitig der Straße Bäume, aber nicht mehr als regelmäßige Reihen wie im ersten Abschnitt, sondern in unregelmäßiger Verteilung.
Das einzige Gebäude auf der Nordseite der Straße ist die Einkehr zur Schwaige schräg gegenüber dem Schloss. Im westlichen Abschnitt säumen die bis zu neungeschossigen Wohnbauten der Siedlung Fürstenried West die Südseite der Straße, während auf der Nordseite eine Grünfläche mit Tennisplätzen liegt.
Benannt ist die Allee nach dem Forst Kasten, einem Waldstück, dessen größter Teil in der Nachbargemeinde Neuried liegt, der jedoch der Münchner Forstverwaltung unterstellt ist. Zu diesem Waldstück gelangt man in der Verlängerung der  Forst-Kasten-Allee über die Münchner und Gautinger Straße.